# 아귀레, 신의 분노
《아귀레, 신의 분노》(독일어: Aguirre, der Zorn Gottes)는 베르너 헤어초크 감독, 각본의 독일 영화다. 클라우스 킨스키가 주연을 맡았다. 아마도 헤어초크의 가장 유명한 영화이다.
남아메리카 아마존강에 있는 잃어버린 황금의 땅 엘도라도를 찾기 위해 떠나는 정복자 집단의 우두머리 로페 데 아기레(Lope de Aguirre)의 행적이 주된 이야기다.
이 영화는 식민주의를 조롱하는 조셉 콘래드의 1902년작 《암흑의 핵심》과 놀랍도록 유사하다. 등장인물들이 정글로 들어가면 갈수록 점점 더 정신적인 불안정함이 깊어지는 것이 비슷하다.
실제로 콘래드의 소설이 원작이라 밝히고 있는 프랜시스 포드 코폴라 감독의 《지옥의 묵시록》은 《아귀레, 신의 분노》에서 직접적으로 영향을 받았다고 밝히고 있으며, 코폴라는 중요한 이미지를 신중히 인용하거나 혹은 모방함으로써 헤어초크의 영화에 오마주를 바치고 있다고 어떤 평론가들은 언급한다.
영화는 음향과 영상의 잊을 수 없는 조합으로 시작한다. 이는 《위대한 피츠카랄도》와 《카스퍼 하우저의 신비》를 보면 알 수 있듯 헤어초크 영화의 특징이다. 줄거리와 대사의 최소화 및 킨스키의 폭발적인 연기는 아마존 정글의 짙푸른 숲을 불모의 땅으로 만들 정도로 광기와 어리석음에 대한 환상의 장면을 선사한다.
헤어초크의 다른 영화에도 참여한 독일의 밴드 뽀뽈 뷔가 음악을 맡았다.
비록 실제 사건에 기초한 영화라고는 하지만 헤어초크는 아기레나 곤살로 피사로와 같은 실존 했던 중심 인물들이나 자신의 작품은 순전히 그의 상상에서 비롯된 것이라는 걸 인정했다. 덧붙여, 영화에는 아마존 탐험 초기의 가스파르 데 카르바할의 보고서에서 영감을 받아 생성된 많은 인물들과 상황이 사용되었다.

## 출연

### 주연
- 클라우스 킨스키
- 알레한드로 레풀즈

### 조연
- 세실리아 리베라
- 헬레나 로조
- 에드워드 롤랜드